# Spermatida

Zárodečný epitel (1- bazální membrána, 2-spermatogonium,3- spermatocyt I.řádu,4- spermatocyt II. řádu, 5- spermatida, 7-Sertoliho buňky, 8-tight junction)

Spermatida je buňka, která vzniká dělením sekundárních spermatocytů (spermatocytů II. řádu). Můžeme ji rozpoznat podle malých rozměrů (v průměru 7-8μm). Dalším charakteristickými znaky jsou jádra s kondenzovaným chromatinem a juxtaluminální polohou v semenotvorných kanálcích. V jádře obsahují spermatidy haploidní počet chromozomů. Spermatidy procházejí spermiogenezí, tedy složitým procesem diferenciace, který zahrnuje tvorbu akrozomu, kondenzaci a protažení jádra, vývoj bičíku a ztrátu většiny cytoplazmy. Výsledkem je zdravá spermie.

## Spermiogeneze

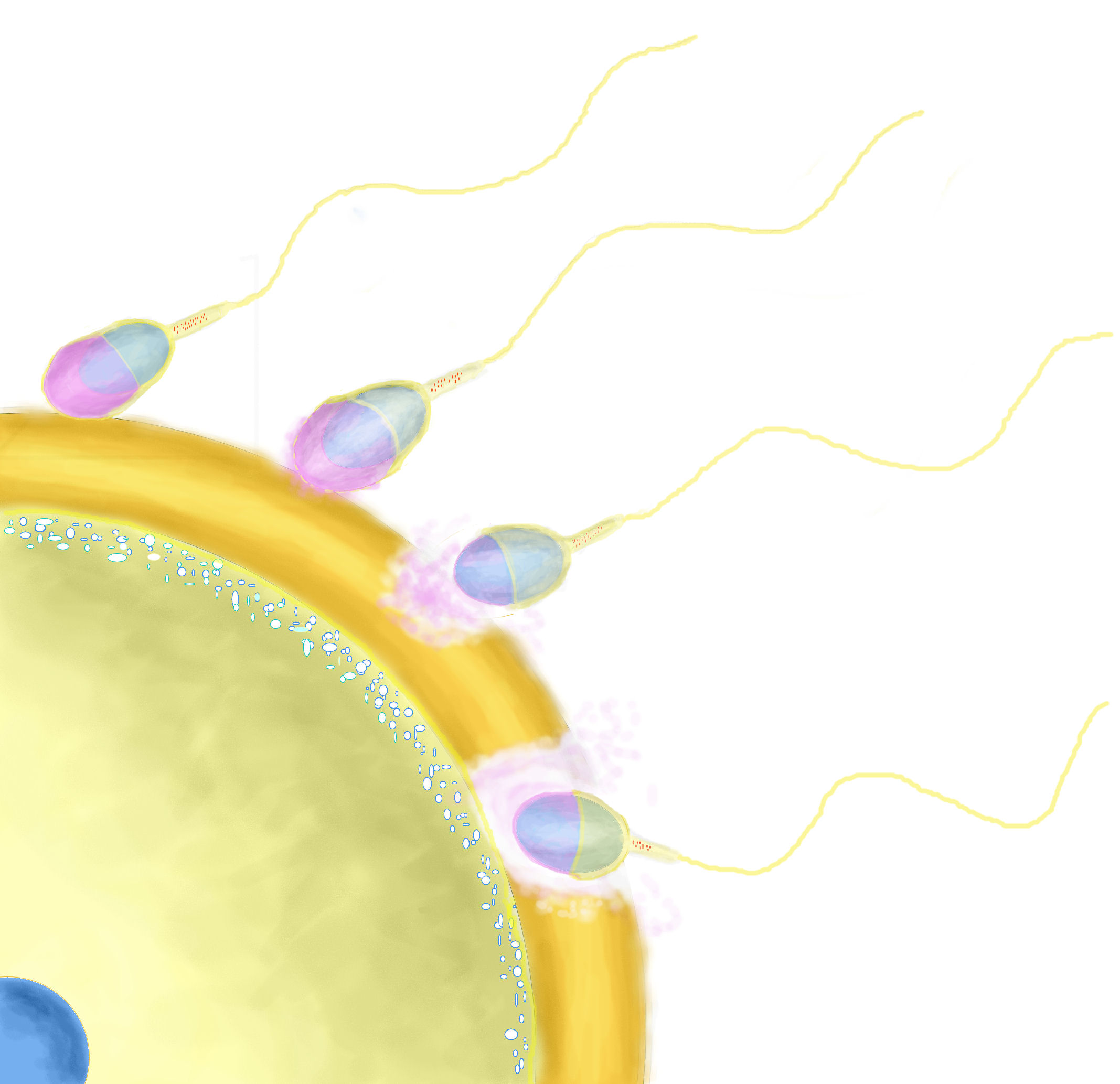
Akrozomální reakce

### Golgiho fáze
V Golgiho fázi v blízkosti jádra nalezneme mohutně vyvinutý Golgiho komplex a několik centriolů. V cytoplazmě se nacházejí četné volné ribozomy, tubuly hladkého endoplazmatického retikula a poměrně velký počet mitochondrií. V Golgiho komplexu se hromadí malá PAS pozitivní proakrozomální granula a postupně splynou v jediné akrosomální granulum, obsažené v akrozomálním váčku obklopeném membránou. Centrioly zaujímají polohu poblíž povrchu a na opačné straně od vznikajícího akrozomu. Začíná se tvořit bičíková axonema a centrioly putují zpět k jádru, spřádajíce svým pohybem složky axonematu.

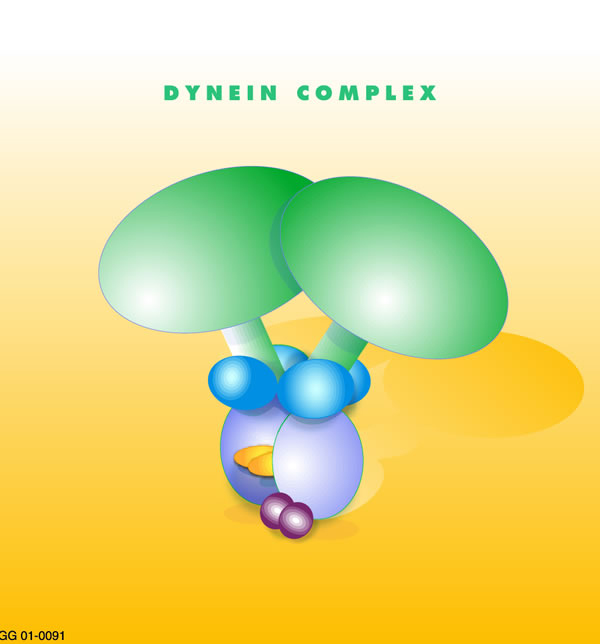
Komplex dyneinu

### Akrozomální fáze
V akrozomální fázi se akrozomální váček a granulem rozprostírají kolem přední části kondenzujícího jádra a vytvářejí akrozom. Ten obsahuje několik hydrolytických enzymů (hyaluronidáza, neuroamidináza, kyselá fosfatáza a proteáza s trypsinoidní aktivitou) a slouží jako specializovaný typ lysozomu. Kolem akrozomálního vačku se vytvoří na vnitřní straně buněčné membrány výrazně osmiofilní kruhovitá zóna, která je složena z glykoproteinů (nukleární prstenec). Během akrosomální fáze se přední pól buňky obsahující akrozom, obrací směrem k bázi semenotvorného kanálku. Jádro se protahuje a kondenzuje ještě víc. Tento proces je patrně usnadňován tzv. manžetou (věnec mikrotubulů) obklopující jádro. Jeden z centriolů současně vyrůstá vytváří bičík (flagellum). Mitochondrie se hromadí okolo proximálního úseku bičíku a vytvářejí ztluštěnou část zvanou střední segment. Střední segment je oblast, která generuje pohyb spermie. Pohyb bičíku je výsledkem interakce mezi mikrotubuly, ATP a dyneinem, což je protein s ATPázovou aktivitou.

### Maturační fáze
V maturační fázi je zbylá cytoplazma odvržena a fagocytována Sertoliho buňkami. Následně je zralá spermie uvolněna do lumen tubulu.

## Syndrom nepohyblivých spermií
Je jev, který je charakteristický produkcí spermií, jež nejsou schopná pohybu s výslednou sterilitou. Tento stav je způsoben nedostatkem dyneinu nebo jiného proteinu zajišťujícího pohyb bičíku spermií. Ve velkém množství případů je tato porucha způsobená záněty dýchací soustavy.